# TMF Awards
Les TMF Awards sont une remise de prix musical belge diffusé chaque année en direct sur TMF (The Music Factory). La cérémonie fut fondée en 1999 où elle se déroula dans une cafétéria. Peu à peu, la notoriété des TMF Awards s'élargit et la cérémonie se déroule dans des lieux plus grands. La cérémonie de 2008 se déroula dans un endroit où plus de 10 000 personnes peuvent accéder. Depuis 2007, des invités internationaux y sont présents. L'édition 2008 fut présentée par un VJ qui d'ailleurs quitta TMF Belgique peu après.

## 2009
| - Meilleur Videoclip :Jasper Erkens (avec Waiting Like A Dog) - Best Artiste Urbain :Hadise - Meilleure Album :Sylver (avec Sacrifice) - Meilleur Artiste Masculin :Jasper Erkens - Meilleure Artiste Féminine :Natalia - Meilleur Artiste Pop :Clouseau - Meilleur Artiste Rock : Nailpin - Meilleur Artiste Dance : Milk Inc. - Meilleur Artiste En Direct : Milk Inc. - Meilleur Nouvel Artiste : Jasper Erkens | - Meilleur Videoclip :Jonas Brothers (avec Paranoid) - Meilleur Artiste Urbain :Black Eyed Peas - Meilleure Album :Black Eyed Peas (avec The END) - Meilleur Artiste Masculin :Justin Timberlake - Meilleure Artiste Féminine :Lady Gaga - Meilleur Artiste Pop : Lady Gaga - Meilleur Artiste Rock :Kings Of Leon - Meilleur Artiste Dance :Bob Sinclar - Meilleur Artiste En Direct :Beyonce - Meilleur Nouvel Artiste :Lady Gaga |

## 2008
| - Meilleur Videoclip: Nailpin (avec The ending) - Meilleur Artiste Urbain: Brahim - Meilleur Album: Milk Inc. (avec Forever) - Meilleur Artiste Masculin: Koen Buyse - Meilleure Artiste Féminine: Natalia - Meilleur Artiste Pop: Natalia - Meilleur Artiste Rock: Nailpin - Meilleur Artiste Dance: Milk Inc. - Meilleur Artiste En Direct: Milk Inc. - Meilleur Artiste Alternatif: The Black Box Revelation - Meilleur Nouvel Artiste: The Ditch | - Meilleur Videoclip: Tokio Hotel (avec Don't jump) - Meilleur Artiste Urbain: Kat Deluna - Meilleur Album: Coldplay (avec Viva la vida) - Meilleur Artiste Masculin: Bill Kaulitz - Meilleure Artiste Féminine: Rihanna - Meilleur Artiste Pop: Mika - Meilleur Artiste Rock: Fall Out Boy - Meilleur Artiste Dance: Tocadisco - Meilleur Artiste En Direct: Fall Out Boy - Meilleur Artiste Alternatif: Fall Out Boy - Meilleur Nouvel Artiste: Kat Deluna |

## 2007
| - Meilleur Videoclip: Zornik (avec Black Hope Shot Down) - Meilleur Artiste Urbain: Hadise - Meilleur Album: Zornik (avec Crosses) - Meilleur Artiste Masculin: Koen Buyse - Meilleure Artiste Féminine: Natalia - Meilleur Artiste Pop: Clouseau - Meilleur Artiste Rock: Nailpin - Meilleur Artiste Dance: Milk Inc. - Meilleur Artiste En Direct: Zornik - Meilleur Artiste Alternatif: Goose - Meilleur Nouvel Artiste: Milow | - Meilleur Videoclip: Tokio Hotel (avec Monsoon) - Meilleur Artiste Urbain: Timbaland - Meilleur Album: Tokio Hotel (avec Scream) - Meilleur Artiste Masculin: Justin Timberlake - Meilleure Artiste Féminine: Nelly Furtado - Meilleur Artiste Pop: Tokio Hotel - Meilleur Artiste Rock: Fall Out Boy - Meilleur Artiste Dance: Chemical Brothers - Meilleur Artiste En Direct: Within Temptation - Meilleur Artiste Alternatif: Fall Out Boy - Meilleur Nouvel Artiste: Tokio Hotel |

## 2006
| - Meilleur Videoclip: Nailpin (avec Worn out) - Meilleur Artiste Urbain: Hadise - Meilleur Album: Zornik (avec Alien Sweetheart) - Meilleur Artiste Masculin: Koen Buyse - Meilleure Artiste féminine: Katerine - Meilleur Artiste Pop: Katerine - Meilleur Artiste Rock: Zornik - Meilleur Artiste Dance: Milk Inc. - Meilleur Artiste En Direct: Zornik - Meilleur Artiste Alternatif: dEUS - Meilleur Nouvel Artiste: Udo | - Meilleur Videoclip: Panic! at the Disco (avec I Write Sins Not Tragedies) - Meilleur Artiste Urbain: Rihanna - Meilleur Album: Zornik: Pussycat Dolls (avec PCD) - Meilleur Artiste Masculin: Justin Timberlake - Meilleure Artiste féminine: Kelly Clarkson - Meilleur Artiste Pop: Kelly Clarkson - Meilleur Artiste Rock: Red Hot Chilli Peppers - Meilleur Artiste Dance: Bob Sinclar - Meilleur Artiste En Direct: Anouk - Meilleur Artiste Alternatif: Panic! at the Disco - Meilleur Nouvel Artiste: The Veronicas |

## 2005
| - Meilleur Videoclip: Stash (avec Sadness) - Meilleur Artiste Urbain: 't Hof van Commerce - Meilleur Album: Natalia Druyts (avec Back For More) - Meilleur Artiste Masculin: Koen Wauters - Meilleure Artiste Féminine: Belle Perez - Meilleur Artiste Pop: Natalia Druyts - Meilleur Artiste Rock: Zornik - Meilleur Artiste Dance: Milk Inc. - Meilleur Nouvel Artiste: Katerine | - Meilleur Videoclip: Anouk (avec Girl) - Meilleur Artiste Urbain: The Black Eyed Peas - Meilleur Album: Anouk (avec Hotel New York) - Meilleur Artiste Masculin: Marco Borsato - Meilleure Artiste Féminine: Anouk - Meilleur Artiste Pop: Gwen Stefani - Meilleur Artiste Rock: Green Day - Meilleur Artiste Dance: Faithless - Meilleur Nouvel Artiste: Kelly Clarkson |

## 2004
| - Meilleur Videoclip: Zornik (avec Scared Of Yourself) - Meilleur Album: Novastar (avec Another Lonely Soul) - Meilleur Artiste Pop: Natalia - Meilleur Artiste Rock: Zornik - Meilleur Artiste Dance: Milk Inc. - Meilleur Artiste En Direct: Clouseau | - Meilleur Videoclip: Black Eyed Peas (avec Shut Up) - Meilleur Album: Black Eyed Peas (avec Elephunk) - Meilleur Artiste Pop: Anastacia - Meilleur Artiste Rock: Evanescence - Meilleur Artiste Dance: Freestylers - Meilleur Artiste En Direct: N.E.R.D. |

## 2003
| - Meilleur Videoclip: Sylver (avec Why Worry) - Meilleur Album: Janez Detd (avec Anti Anthem) - Meilleur Artiste Pop: Clouseau - Meilleur Artiste Rock: Janez Detd - Meilleur Artiste Dance: Milk Inc. - Meilleur Artiste En Direct: Clouseau | - Meilleur Videoclip: Christina Aguilera (avec Fighter) - Meilleur Album: Christina Aguilera (avec Stripped) - Meilleur Artiste Pop: Steps - Meilleur Artiste Rock: U2 - Meilleur Artiste Dance: Basement Jaxx - Meilleur Artiste En Direct: The Offspring |

## 2002
| - Meilleur Videoclip: Kate Ryan (avec Desenchantée) - Meilleur Artiste Pop: Clouseau - Meilleur Artiste Rock: Zornik - Meilleur Artiste Dance: Milk Inc. | - Meilleur Videoclip: Avril Lavigne (avec Complicated) - Meilleur Artiste Pop: Atomic Kitten - Meilleur Artiste Rock: Within Temptation - Meilleur Artiste Dance: Faithless |

## 2001
| - Meilleur Videoclip: Milk Inc. (avec Never Again) - Meilleur Album: Hooverphonic (avec The Magnificent Tree) - Meilleur Artiste Pop: X-Session - Meilleur Artiste Rock: Das Pop - Meilleur Artiste Dance: Milk Inc. - Meilleur Artiste En Direct: Hooverphonic | - Meilleur Videoclip: Christina Aguilera & Mya & Pink & Lil' Kim (avec Lady Marmelade) - Meilleur Album: Destiny's Child (avec Survivor) - Meilleur Artiste Pop: Atomic Kitten Natasha Hamilton, Elizabeth « Liz » McClarnon, Kerry Katona - Meilleur Artiste Rock: U2 - Meilleur Artiste Dance: Faithless - Meilleur Artiste En Direct: Faithless |

## 2000
| - Meilleur Videoclip: Soulwax (avec Much Against Everyone's Advice) - Meilleur Album: Novastar (avec Novastar) - Meilleur Artiste Pop: X-Session - Meilleur Artiste Rock: Soulwax - Meilleur Artiste Dance: Da Boy Tommy - Meilleur Artiste En Direct: Praga Khan | - Meilleur Videoclip: Aqua (avec Cartoon Heroes) - Meilleur Album: Moby (avec Play) - Meilleur Artiste Pop: Westlife - Meilleur Artiste Rock: Live - Meilleur Artiste Dance: Alice Deejay - Meilleur Artiste En Direct: Live |

## 1999
| - Meilleur Videoclip: Soulwax (avec Many DJs) - Meilleur Album: Mackenzie & Jessie - Meilleur Artiste Pop: Steps - Meilleur Artiste Rock: Soulwax - Meilleur Artiste Dance: Milk Inc. - Meilleur Artiste En Direct: Praga Khan | - Meilleur Videoclip: Will Smith (avec Wild Wild West) - Meilleur Album: The Offspring (avec Americana) - Meilleur Artiste Pop: Steps - Meilleur Artiste Rock: U2 - Meilleur Artiste Dance: Basement Jaxx - Meilleur Artiste En Direct: The Offspring |

## Invité

### 2008
- Performance d'ouverture: Nailpin
- Performance de fermeture: Fall Out Boy
- National: Milow, Natalia, Milk Inc, Brahim, Sandrine, Freaky Age, Kate Ryan, Zornik, Hooverphonic, 2 Fabiola
- International: Alphabeat, Kat DeLuna, Freemasons, Tocadisco, Ironik

### 2007
- Performance d'ouverture: Zornik
- Performance de fermeture: Regi avec Bart Peeters, Scala, Milk Inc.
- National: Milow, Natalia, Clouseau, Katerine, Hadise, Crush 5, Leki, Kaye Styles and Lunaman, Goose, Fixkes, Stan van Samang, Kate Ryan
- International: Tokio Hotel, Avril Lavigne, Lumidee, Within Temptation, Mutya Buena, Air Traffic

## Lieux
- 22 octobre 1999: Zillion (nl), Anvers.
- 28 octobre 2000: Flanders Expo, Gand.
- 27 octobre 2001: Flanders Expo, Gand.
- 28 octobre 2002: Flanders Expo, Gand.
- 27 octobre 2003: Sportpaleis, Anvers.
- 2 octobre 2004: Sportpaleis, Anvers.
- 1er octobre 2005: Sportpaleis, Anvers.
- 14 octobre 2006: Sportpaleis, Anvers.
- 13 octobre 2007: Ethias Arena, Hasselt.
- 11 octobre 2008: Sportpaleis, Anvers.

## Présentation
- 1999:
  - Présentateur(trice): Inge Moerenhout
  - Coprésentateur(trice): Roos Van Acker
- 2000:
  - Présentateur(trice): Inge Moerenhout
  - Coprésentateur(trice): Elke Vanelderen
- 2001:
  - Présentateur(trice): Inge Moerenhout
  - Coprésentateur(trice): Stijn Smets
- 2002:
  - Présentateur(trice): Katja Retsin
  - Coprésentateur(trice): Olivier Coumans
- 2003:
  - Présentateur(trice): Elke Vanelderen & Evi Hanssen
  - Coprésentateur(trice): Caren Meynen
- 2004:
  - Présentateur(trice): Stijn Smets & Leki
  - Coprésentateur(trice): Caren Meynen
- 2005:
  - Présentateur(trice): An Lemmens & Olivier Coumans
  - Coprésentateur(trice): Caren Meynen
- 2006:
  - Présentateur(trice): An Lemmens & Olivier Coumans
  - Coprésentateur(trice): Caren Meynen
- 2007:
  - Présentateur(trice): Lynn Pelgroms & Olivier Coumans
  - Coprésentateur(trice): An Lemmens & Sean d'Hondt
- 2008:
  - Présentateur(trice): Olivier Coumans
  - Coprésentateur(trice): Caren Meynen, Sofie Engelen, Wendy Huyghe, Sean d'Hondt, Astrid Demeure, Stijn Smets & Lynn Pelgroms